# Vesta Tilley
Matilda Alice Powles (13 de mayo de 1864 – 16 de septiembre de 1952), fue una actriz de music hall británica, conocida por sus interpretaciones de personajes masculinos.

## Primeros años
Tilley nació en, Worcester (Inglaterra) en 1864. Su padre era actor de comedia y, en ocasiones, director teatral. Tilley actuó por primera vez en el teatro a los tres años y medio. A los seis años hizo su primer papel con ropa masculina, con el nombre de Pocket Sims Reeves, una parodia del entonces famoso cantante de ópera John Sims Reeves. Ella acabó prefiriendo los papeles masculinos, y a los once años debutó en Londres en el Canterbury Hall, con el nombre artístico de Vesta Tilley. "Vesta" se refería a una marca de fósforos, y "Tilley" es un apodo de Matilda.
Tilley empezó a ser conocida gracias a su interpretación de números musicales humorísticos, tales como "Girls are the Ruin of Men" y "Angels without Wings", ambos de George Dance.

## Estrellato
Vesta Tilley tuvo una relación sentimental con Albert Fisher, de Birmingham (el cual llamaría a su hija Vesta Minnie Parsons, como recuerdo de la actriz), y más adelante el 16 de agosto de 1890, se casó con Sir Walter de Frece, parlamentario del Partido Conservador e hijo del propietario de un teatro. Por entonces ya era una artista famosa, y su carrera seguiría yendo a más. Walter de Frece fundó una cadena de locales de music hall llamados "The Hippodrome" en los cuales Tilley actuaba con regularidad. Sus papeles, muy preparados y ensayados, tenían un toque burlón y dispararon aún más su fama entre su público de clase trabajadora. También se ganó el aprecio del público femenino, que la veía como un símbolo de independencia. Como célebre estrella del vodevil, puso la primera piedra del Teatro Sunderland Empire en 1906 y, como resultado, tiene una dedicatoria en dicho local.
Su carrera también llegó a los Estados Unidos, y en 1912 actuó en la primera gala Royal Variety Performance con el papel de 'The Piccadilly Johnny with the Little Glass Eye'.

## Actividad en época de guerra

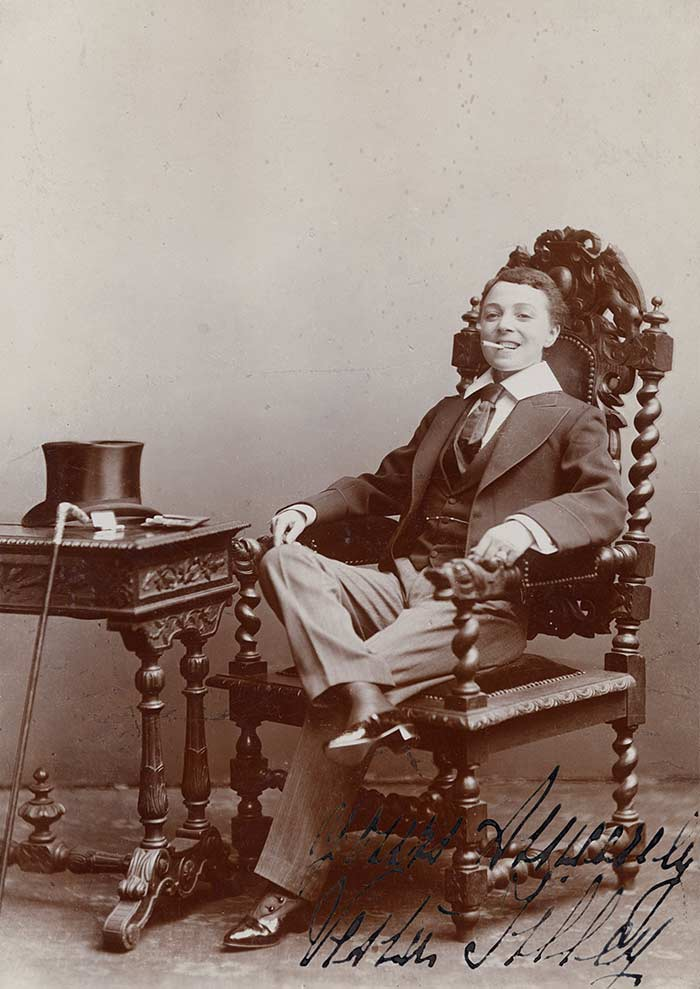
Vesta Tilley caracterizada como un joven.

La fama de Tilley alcanzó su cima durante la Primera Guerra Mundial, cuando ella y su marido actuaron para las tropas, al igual que otros artistas del music-hall. Caracterizada como 'Tommy in the Trench' o 'Jack Tar Home from Sea', Tilley cantaba canciones como "The army of today's all right" y 'Jolly Good Luck to the Girl who Loves a Soldier'. 
Tilley actuó en hospitales y vendió bonos de guerra. Su marido fue nombrado caballero en 1919 por su propia colaboración al esfuerzo de guerra, con lo cual Tilley pasó a ser Lady de Frece. Él fue elegido parlamentario del Partido Conservador por Ashton-under-Lyne en la década de 1920, y posteriormente por Blackpool.

## Retiro
Tilley actuó por última vez en 1920 en el Teatro Coliseum de Londres, con 56 años. A partir de entonces vivió como Lady de Frece, trasladándose a Montecarlo al retirarse su esposo. Volvió a Inglaterra tras el fallecimiento de él en 1935. En 1934 se publicó su autobiografía, Recollections of Vesta Tilley. 
Vesta Tilley falleció en Londres en 1952, a los 88 años de edad. 